# Bioprospektion
Als Bioprospektion wird die Erkundung des kommerziellen Potenzials biologischer Ressourcen bezeichnet, insbesondere für Zwecke der Pharmazie. Die Prospektion betrifft vor allem wissenschaftliche Untersuchungen von Pflanzen, um deren wirtschaftliche Nutzbarmachung abzuschätzen oder um neue Wirkstoffe zu finden. Sie erfolgt vor allem
- durch Begehung des Geländes und nachfolgenden Analysen,
- durch Methoden der Fernerkundung,
- durch Korrelation mit Ernteerträgen usw.,
- durch Forschungen bei indigenen Völkern.

## Biodiversität und Bioprospektion
Seit Ende der 1980er-Jahre gibt es ein verstärktes Interesse pharmazeutischer Unternehmen und Forschungsinstitute an Pflanzen und indigenem Wissen darüber. Dies wäre nutzbar, um neue Wirkstoffe zu finden bzw. Medikamente herzustellen. Die Unternehmen kommen meist aus Industrieländern, die Pflanzen hingegen aus Entwicklungsländern. Daraus folgt jedoch ein politisches und wirtschaftlich-soziales Gefälle, das zum Nord-Süd-Konflikt beiträgt. 
In den Tropen und Subtropen ist die biologische Artenvielfalt besonders hoch, weshalb die 17 artenreichsten Länder als Megadiversitätsländer bezeichnet werden. Ihre Biosphäre enthält etwa 70 % der weltweit vorkommenden Arten. Die Bioprospektion sollte daher beachten, dass die Suche nach pflanzlichen Ressourcen nicht nur die Unternehmen und Forschungsinstitute betrifft, sondern auch die Herkunftsländer der Pflanzen, deren lokale Gemeinschaften des Schutzes bedürfen.